# Olympische Winterspiele 2014/Teilnehmer (Großbritannien)
| Gelbes Symbol für Goldmedaillen mit stilisierten Olympischen Ringen | Graues Symbol für Silbermedaillen mit stilisierten Olympischen Ringen | Braundes Symbol für Bronzemedaillen mit stilisierten Olympischen Ringen |
| ------------------------------------------------------------------- | --------------------------------------------------------------------- | ----------------------------------------------------------------------- |
| 1                                                                   | 1                                                                     | 3                                                                       |

Das Vereinigte Königreich nahm als Team GB an den Olympischen Winterspielen 2014 in Sotschi mit 56 Athleten in zehn Sportarten teil.

## Sportarten

### Biathlon
| Frauen - Amanda Lightfoot | Männer - Lee-Steve Jackson |

### Bob
| Frauen (Zweierbob) - Paula Walker & - Rebekah Wilson | Männer - John Jackson Viererbob - Joel Fearon Viererbob - John Baines Viererbob - Stuart Benson Viererbob - 3. Platz (Bronze) | Männer - Lamin Deen Zweierbob Viererbob - Craig Pickering Zweierbob Viererbob - Ben Simons Viererbob - Bruce Tasker Viererbob |

### Curling
| Frauen - Vicki Adams - Lauren Gray - Claire Hamilton - Eve Muirhead (Skip) - Anna Sloan - 3. Platz (Bronze) | Männer - Scott Andrews - Tom Brewster - Greg Drummond - Michael Goodfellow - David Murdoch (Skip) - 2. Platz (Silber) |

### Eiskunstlauf
| Frauen - Jenna McCorkell | Männer - Matthew Parr (nur in der Team Trophy) |

| Paarlauf - Stacey Kemp, David King 19. Platz, 44,98 Punkte (nach Kurzprogramm ausgeschieden) | Eistanz - Penny Coomes, Nick Buckland |

| Teamwettbewerb: 10. Platz |

### Freestyle-Skiing
Frauen
| Halfpipe - Rowan Cheshire (DNS nach Trainingssturz) - Emma Lonsdale | Slopestyle - Katie Summerhayes |

Männer
| Halfpipe - Murray Buchan - James Machon | Slopestyle - James Woods |

### Shorttrack
| Frauen - Elise Christie 500 m 1000 m 1500 m - Charlotte Gilmartin 500 m 1500 m | Männer - Jon Eley 500 m 1000 m - Richard Shoebridge 1000 m - Jack Whelbourne 500 m 1000 m 1500 m |

### Skeleton
| Frauen - Lizzie Yarnold - Gold - Shelley Rudman | Männer - Kristan Bromley - Dominic Parsons |

### Ski Alpin
| Frauen - Chemmy Alcott | Männer - Dave Ryding |

### Skilanglauf
| Frauen - Rosamund Musgrave | Männer - Andrew Musgrave - Callum Smith - Andrew Young |

### Snowboard
Frauen
| Snowboard Cross - Zoe Gillings | Slopestyle - Aimee Fuller - Jenny Jones - 3. Platz (Bronze) |

Männer
| Slopestyle - Billy Morgan - Jamie Nicholls | Halfpipe - Dominic Harington - Ben Kilner |